# Eickendorf (bij Schönebeck)
Eickendorf is een plaats in de Duitse deelstaat Saksen-Anhalt, en maakt deel uit van de Landkreis Salzlandkreis. Eickendorf telt 1.143 inwoners.

## Geschiedenis
De gemeente Eickendorf is op 29 december 2007 opgegaan in de door samenvoeging van de toenmalige gemeenten Biere, Eggersdorf, Eickendorf, Großmühlingen, Kleinmühlingen, Welsleben en Zens ontstane gemeente Bördeland.

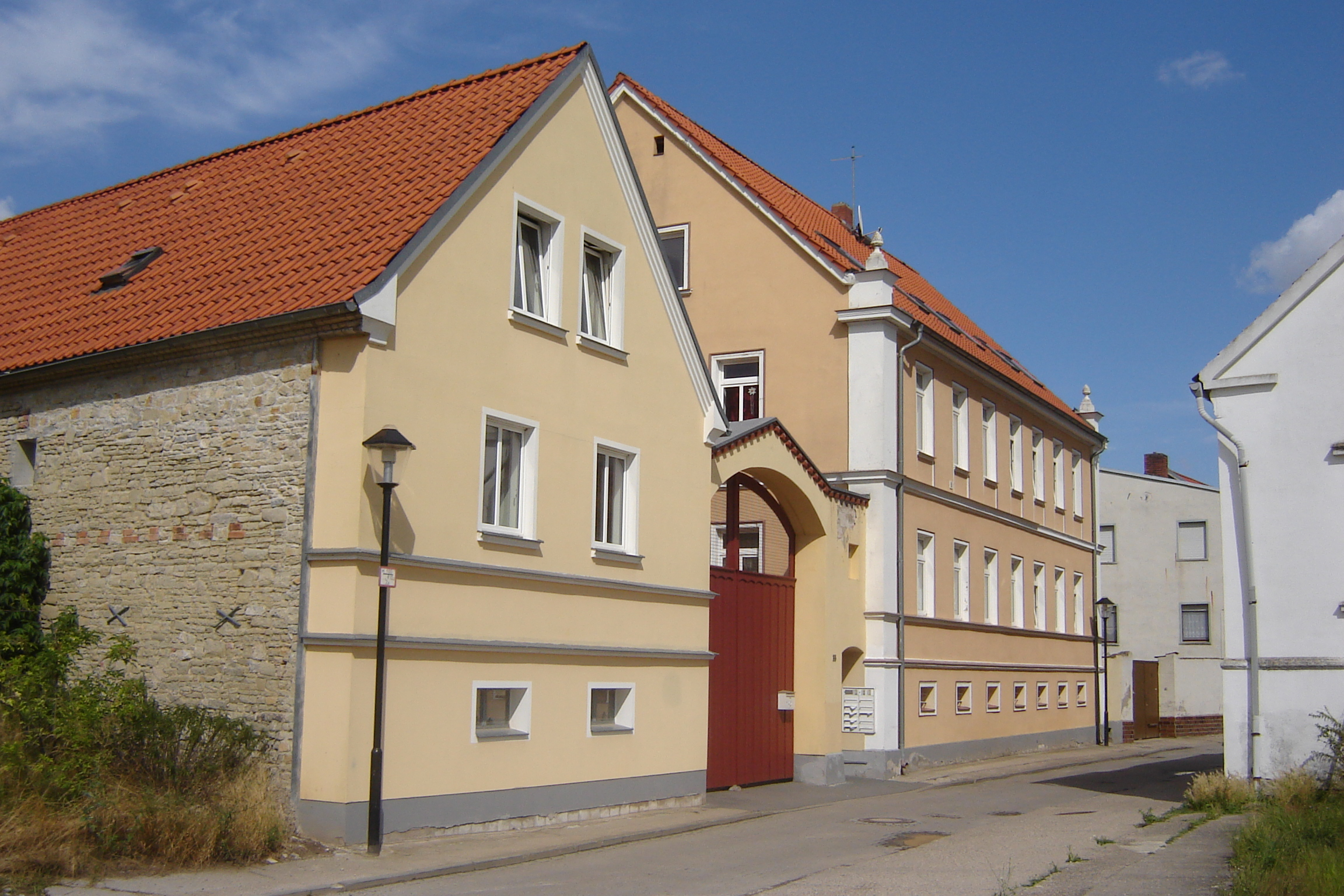
Hof